# Гаудія-Матх

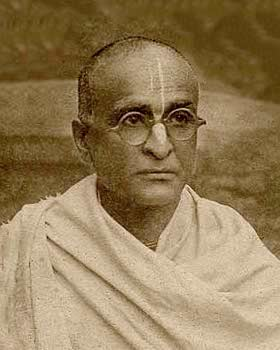
Бгактісіддганта Сарасваті Тгакура - засновник Ґаудія-Матху

Ґаудія-Матх (Gauḍīya Maṭha IAST) - індуїстська вайшнавська організація, заснована Бгактісіддгантою Сарасваті Тхакуром Прабгупадою 1918 року в Індії з метою проповіді ґаудія-вайшнавізму. 

## Історія
Бгактісіддганта Сарасваті Тгакура заснував Ґаудія-Матх незабаром після прийняття саньяси в 1918 році. Основну мету Ґаудія-Матху він бачив у поширенні ґаудія-вайшнавізму по всій Індії і за її межами в першу чергу через публікацію вайшнавської літератури і публічне оспівування Харе Крішна мантри (санкіртану). Всього він заснував 64 філії Ґаудія-Матху - храмів і ашрамів. Основним з них був «Чайтан'я Ґаудія Матх». 
У 1930-х роках Ґаудія-Матх почав свою діяльність в Європі. Це сталося після того, як Бгактісіддганта Сарасваті послав до Німеччини свого учня-санньясина Свамі Бона, який своєю проповіддю залучив жменьку послідовників. Двоє з них отримали духовне посвячення (Дикшит), - це був Є. Г. Шульц з Німеччини, який пізніше прийняв саннйясі та ім'я Садананда Свамі, і Вальтер Айдліц з Австрії, що отримав духовне ім'я «Вамана Даса». 
Після смерті Бгактісіддганти в 1937 рік у, його учні втратили свою згуртованість. Деякі з них заснували свої власні Матхи або Ґаудія-вайшнавські організації та стали Ачар'ями. Найвідомішою ґаудія-вайшнавською організацією, створеною одним з учнів Бгактісіддганти Сарасваті є Міжнародне Товариство Свідомості Крішни. Воно було засноване у Сполучених Штатах Америки у 1966 року Бгактіведантою Свамі Прабгупадою, якому вперше вдалося досягти успіху в поширенні ґаудія-вайшнавізму на Заході та в усьому світі.

## Відомі Матхи
- Міжнародне Товариство Свідомости Кришни - засноване у 1966 року Бгактіведантою Свамі Прабгупадою
- Шрі Чайтан'я Сарасват Матх - заснований 1941 року Бгакті Ракшаком Шрідгарою Ґосвамі
- Місія Шрі Крішна Чайтан'ї - заснована Бгактівайбгавою Пурі Ґосвамі
- Шрі Ґопінатх Ґаудія Матх - заснований Бгакті Прамодом Пурі Ґосвамі
- Шрі Чайтан'я Ґаудія Матх - заснований Бгакті Дайіті Мадгавою Ґосвамі
- Шрі Чайтанья Санґа - заснована Свамі Б.В. Тріпурарі
- International Pure Bhakti Yoga Society заснована 2004 року Бгактіведантою Нараяною Ґосвамі